# كلية المكسيك
كلية المكسيك أو كوليخيو دي مكسيكو (بالإسبانية: El Colegio de México)‏ COLMEX هي مؤسسة حكومية للتعليم العالي والبحث العلمي في مجالات العلوم الاجتماعية والإنسانيات. تأسست عام 1940، وكانت في السابق تحت اسم لا كاسا دي إسبانيا أو بيت إسبانيا في المكسيك في الفترة من عام 1938 إلى عان 1940. وقد تحولت إلى مؤسسة تعليمية مستقلة في عام 1998. وحصل على لقب جائزة أميرة أستورياس للعلوم الاجتماعية عام 2001.
تضم كلية المكسيك سبع مراكز بحثية، وبهم ثلاثة أقسام لمرحلة الليسانس وسبع للماجستير وثمانية للدكتوراه. ولديها واحدة من أكبر وأهم المكتبات المتخصصة في العلوم الاجتماعية في أمريكا اللاتينية، مكتبة دانييل كوسيو بييجاس، والتي تحوي نسبة كبيرة من المجموعات الأدبية، مع أكثر من 665.555 مجلدًا.